# A Bailar Tour
A Bailar Tour é a primeira turnê mundial da cantora, atriz, compositora, dançarina, modelo, e empresária argentina Lali Espósito, que iniciou carreira solo em 2013, após a separação do grupo Teen Angels (2007 a 2012) a qual integrava. A turnê leva o mesmo nome do primeiro single e do álbum, A Bailar, promovendo o mesmo nos shows; a turnê passa pela América do Sul, Europa e Ásia, contendo quatro fases: A Bailar Tour 2014, A Bailar Tour Verano, A Bailar Tour Despedida e uma quarta fase que leva o nome da turnê sem sub-nome.
Segundo os portais argentinos, somente em 5 apresentações no Ópera Allianz em Buenos Aires durante 2014, a turnê arrecadou cerca de 2,5 milhões de pesos argentinos. O portal argentino "Perfil" destacou que o A Bailar Tour foi a turnê que mais arrecadou público em 2015 na Argentina.

## Antecedentes
Lali apresentou-se no mercado fonográfico como cantora solo em 02 de setembro de 2013 em um showcase exclusivo no La Trastienda Club em Buenos Aires, patrocinado pela Coca-Cola e outras marcas. Lançou na mesma noite os três primeiros singles do seu então álbum de estréia, e também o primeiro videoclipe, "A Bailar", lançado no canal artístico da cantora no Youtube dias após a apresentação. Lali apresentou o single homônimo do álbum, "A Bailar" em um festival de música na cidade Caserta na Itália, alguns dias antes do lançamento do álbum em março de 2014.

## Transmissões
- O primeiro concerto foi transmitido ao vivo pelo site do canal El Trece, sendo repetido pelos canais Quiero Musica e Magazine TV de 2014 a 2015.
- A apresentação no show filantropo do programa social Un sol para los chicos foi transmitido ao vivo pelo canal El Trece.
- O ato de abertura no show do Ricky Martin em 26 de outubro de 2014, foi transmitido ao vivo pela rádio Coca-Cola FM.
- O concerto do dia 16 de janeiro de 2015 referente ao primeiro da segunda fase, foi gravado e exibido meses depois em um especial produzido pelo "Canal de la ciudad", reprisado em 2016.
- O concerto de 20 de janeiro de 2015 foi transmitido ao vivo por um site na Internet, e é reprisado pelo canal Crónica várias vezes em 2015. Logo depois é reprisado pela CMTV.
- O concerto no "Festival de Rivadavia Canta al País" foi transmitido ao vivo pelo canal América.
- O concerto no "Festival Internacional de Peñas Villa María 2015", foi transmitido ao vivo pelo Canal 10 (Córdoba) e também via Internet.
- O concerto de 20 de junho de 2015, referente à terceira fase da turnê, é transmitido ao vivo pelo site da gravadora 3musica.
- O concerto de 19 de setembro de 2015 referente ao Festival de primavera em Villa Carlos Paz, foi transmitido ao vivo por um canal local no Youtube e pelo Canal de la musica.
- O concerto de 20 de setembro de 2015 referente ao Festival de primavera em Pilar, foi transmitido ao vivo por um canal local da cidade.
- O concerto de 26 de setembro de 2015 foi transmitido ao vivo por dois canais locais da província Jujuy.
- O concerto de 14 de janeiro de 2016 na cidade Mar del Plata foi transmitido ao vivo pelo canal oficial da marca Sedal (Argentina) no Youtube.
- O concerto do dia 18 de janeiro de 2016 referente ao Festival de Doma y Folklore da cidade Jesús Maria foi transmitido ao vivo pelo Canal 13 de Córdoba e pela "TV Pública".
- O concerto do dia 05 de fevereiro de 2016 referente ao Festival Internacional de Villa Maria, foi transmitido ao vivo pelo Canal 13 de Córdoba.

## Desempenho comercial
De acordo com a mídia argentina, as 5 apresentações no Ópera Allianz esgotadas, totalizou um pouco mais de 12 mil pessoas arrecadando $2,5 milhões de pesos argentinos. Em menos de 3 horas as entradas para o show em Roma na Itália haviam sido esgotadas, um tempo recorde da turnê até então.
A terceira fase da turnê, A Bailar Tour Despedida, foi considerada a de maior desempenho lucrativo, tendo todos os seus shows esgotados e abrindo novas funções para algumas cidades como Rosário e Salta. Segundo os organizadores do Festival de DyF da cidade Jesús Maria, Lali Espósito foi a artista que mais vendeu entradas em todo o histórico do festival. Com 22.523 mil pessoas presentes no festival, a receita bruta do mesmo foi em torno de $4.078.958. A apresentação no Chile obteve 977 entradas vendidas, com uma receita de $2,534,040 pesos chilenos. O show no dia 27 de fevereiro de 2015 na cidade Punta del Este no Uruguai contou com 3,763 ingressos vendidos, arrecadando um total de US$456,940 dólares.
O primeiro show no Estádio Luna Park havia esgotado 4 setores em menos de uma semana, motivo pela qual os organizadores abriram uma nova data. O mesmo feito ocorreu no show em Tel Aviv, Israel, a procura por ingressos do show fora tão intensa que os organizadores abriram uma nova data para um dia depois da primeira apresentação.
Segundo os sites argentinos La Nación e El Clarín, o A Bailar Tour foi a turnê mais lucrativa e que mais arrecadou público em 2015 na Argentina.

## Informações

### 1ª Fase:A Bailar Tour 2014
A turnê estreou no dia 19 de abril de 2014 iniciando com dois shows no Teatro Ópera Allianz, em Buenos Aires na Argentina. Após os shows na capital da Argentina, a turnê seguiu no interior do país, passando por Olavarría, Mar del Plata, Bahía Blanca, Santa Fé, Rosário e Córdoba em maio.
Após o show realizado no Quality espacio em Córdoba ainda em maio, Lali dá uma pausa de um mês para suas férias, continuando a turnê em julho com três shows em Buenos Aires. No dia 18 de outubro ocorre o primeiro show internacional, realizado em Montevidéu no Uruguai. Ainda em outubro a cantora abre o show de Ricky Martin no Parque Ciudad del Rock em Buenos Aires para mais de 60 mil pessoas.
Em novembro inicia os últimos shows da primeira fase que foram até dezembro de 2014. Dentre eles está o concerto especial "?" no La Trastienda Club em Buenos Aires; o concerto "?", significou mistério pelo fato de que a cantora havia prometido surpresas através das redes sociais. Foram dois dias de shows, o do dia 26 (exclusivo para clientes da Claro Argentina) e 27 de novembro, apresentando um feat. com o rapper argentino, Zetta Krome.
Em dezembro, Lali encerra a primeira fase da turnê com dois shows na Europa, no dia 13 de dezembro ela se apresentou no Teatro Goya em Madri na Espanha, e no dia 15 de dezembro no Clube Duepuntozero em Roma na qual teve a vendagem de ingressos para o show com Meet&Greet esgotados em menos de 3 horas.

### 2ª Fase:A Bailar Tour Verano
A segunda fase da turnê consistiu em 5 concertos, dentre eles 2 gratuitos e 2 festivais, iniciou em 16 de janeiro de 2015 em Buenos Aires, e seguiu por Mar del Plata, Rivadavia, Villa María e Tigre. Estima-se que mais de 135 mil pessoas assistiram aos 5 concertos, batendo fortemente a fase passada que totalizou 80 mil pessoas em 28 apresentações.

### 3ª Fase:A Bailar Tour Despedida
A terceira fase da turnê foi considerada a de maior desempenho comercial nas vendas de ingressos, pois todos os shows foram esgotados dias antes de serem realizados e até mesmo semanas antes. A terceira fase é patrocinada por grandes marcas como a Claro Argentina, La Hojia, Garbarino, Polacrín, 47 Street entre outras.

### 4ª Fase:Continuação

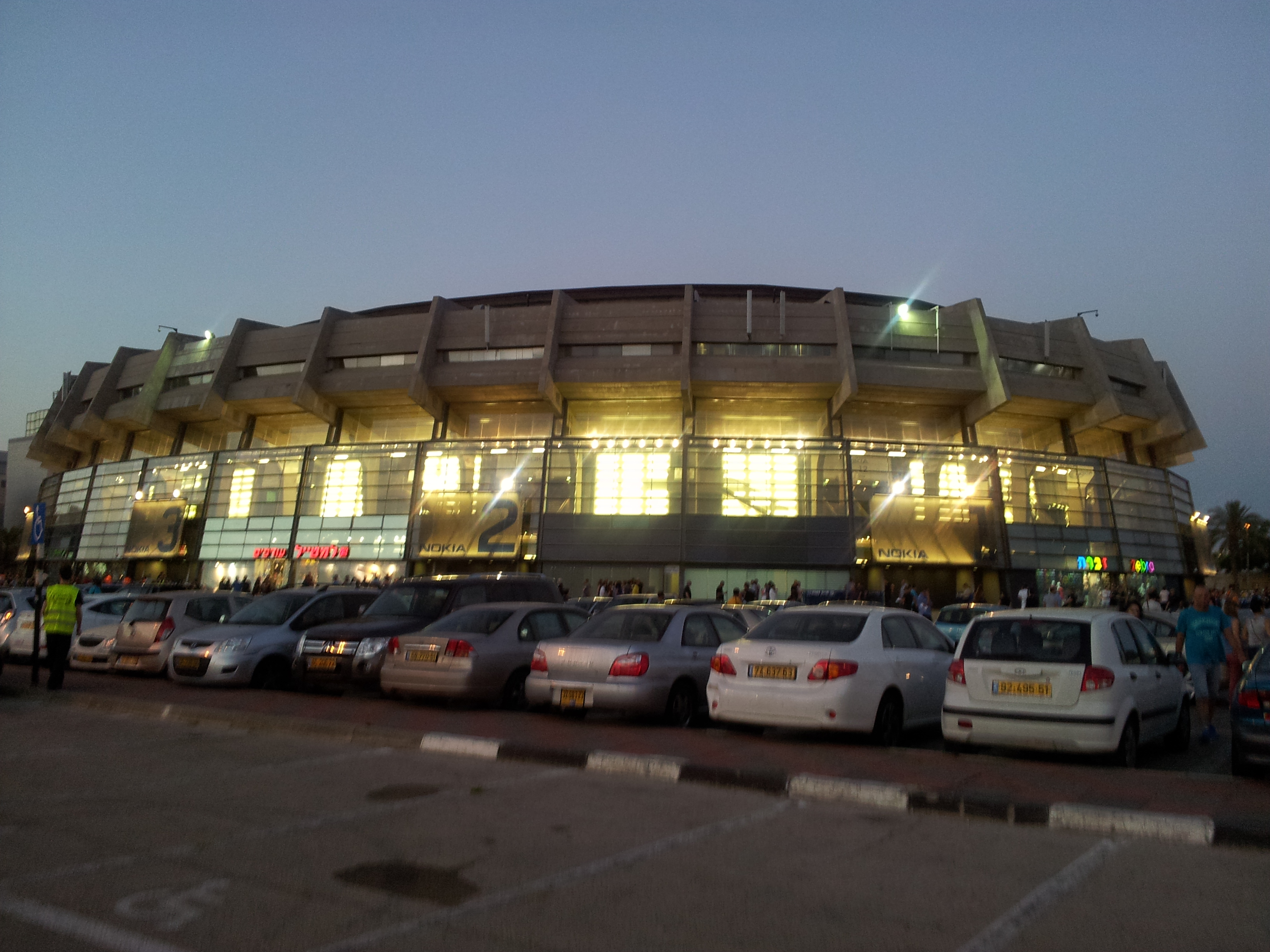
Menora Stadium em Israel que recebeu as duas últimas apresentações da turnê.

Após encerrar a terceira fase, a continuação da turnê se deve aos shows realizados em agosto até 2016, sendo chamada apenas de A Bailar Tour, sem nenhum outro sub-nome. Lali foi a artista principal dos festivais de primavera em Villa Carlos Paz e Pilar, levando mais de 45,000 e 23,000 pessoas respectivamente.
O concerto realizado na cidade Jujuy teve grande especulação da população, pelo fato de que o governo da cidade havia pagado uma quantia muito alta pelo cachê, mais de $1,000,000 milhão de pesos argentinos. A quarta e última fase vai até abril de 2016 encerrando em Tel Aviv, Israel. O concerto realizado na cidade Olavarría, bateu o recorde de público da turnê com mais de 100 mil pessoas.
Ao desembarcar em Tel Aviv, Israel, onde se apresentou durante duas noites no Menorah Stadium, Lali foi escoltada pela polícia até o hotel pela grande quantidade de fãs a sua espera. Durante sua visita ao país, Lali concedeu várias entrevistas a rádios e programas televisivos, sem contar que todos os dias até a realização dos seus shows a cantora foi destaque em todos os jornais do país. As duas apresentações no país foram dedicados a um fã que morreu durante atentatos terroristas.

## Detrás de escena
A Bailar Tour - Detrás de escena é uma série-documentário sobre a turnê, que estreou no dia 07 de julho de 2015 no canal pessoal da cantora no Youtube. Cada episódio contém entre 1 a 2 minutos e são postados todas semanas nas terças-feiras e quartas. As imagens são gravadas durante a rotina da cantora durante a terceira fase da turnê, iniciando na viagem à cidade Corrientes na Argentina. O episódio final de número 9, foi publicado no dia 04 de agosto de 2015, concluindo o projeto realizado em parceria da Cinemática Films.

## En Vivo en la Trastienda
O disco "Lali en vivo en La Trastienda", foi lançado no dia 03 de fevereiro de 2015 pela Claro Música, Sony Music Argentina e Hook Producciones, somente para download digital para alguns países da América Latina. O disco contém músicas ao vivo do show no dia 26 de novembro de 2014 no La Trastienda Club em Buenos Aires.
O disco não contém todas as músicas cantadas no show no formato original, contendo apenas 42:20 minutos de duração, contando com as melhores performances do show.
Este disco digital, foi um dos pioneiros na nova plataforma da Claro, que consiste em uma playlist de músicas de artistas renomados de seus países correspondentes, além de que Lali é garota propaganda de vários comerciais realizados para a Claro na Argentina. O disco não contém a nova música apresentada no mesmo show, o mesmo é um feat com o rapper argentino Zetta Krome, em que a música só é disponibilizada na edição Fan Pack do disco A Bailar'.

## Repertório
Este repertório é relacionado a terceira fase da turnê, "A Bailar Tour Despedida", o repertório em relação a outras fases é distinto em certos pontos.
1. "Asesina"
2. "Te Siento"
3. "Histeria"
4. "Desamor"
5. "Cielo Salvador"
6. "Del otro lado"
7. "Being"
8. "Diamonds"  (cover)
9. "Wake Me Up"  (cover)
10. "Don't Stop Me Now"  (cover)
11. "Mil años luz"
12. "No Estoy Sola"
13. "A Bailar"
14. "Júrame"
15. "Amor de verdad"
16. "Asesina" (bis)

- Durante os concertos de abril e maio de 2014, Lali performou o cover de "Just a Girl" da banda No Doubt no lugar de "Diamonds".
- Da primeira apresentação até novembro de 2014, Lali performou em dança o cover de "Holy Grail" na transição de "Del otro lado" para "Being".
- Durante os concertos da primeira fase, "A Bailar Tour 2014", em vez de "Júrame" Lali performou um medley das músicas que interpretava nos álbuns dos Teen Angels. Elas são: "Hay un lugar", "Me voy" e "Escaparé".
- Durante o concerto em 08 de julho de 2014 em Buenos Aires, Lali performou "Histeria" com o cantor Ale Sergi, integrante do grupo pop Miranda!.[13]
- Durante o concerto do dia 29 de agosto de 2014 em La Plata, Lali performou o single "Miedo a perdete" do grupo pop Teen Angels a qual integrava até a separação.
- A partir da apresentação no dia 18 de março de 2016 no Estádio Luna Park em Buenos Aires, Lali apresentou o primeiro single do segundo álbum, Único, e também realizou o cover de "Lean On" após o cover de "Don't stop me now", além de voltar a performar somente a dança do cover "Holy Grail".